# Liste der Biografien/Osa
Liste der Biografien |
Portal Biografien |
Personensuche
# |
A |
B |
C |
D |
E |
F |
G |
H |
I |
J |
K |
L |
M |
N |
O |
P |
Q |
R |
S |
T |
U |
V |
W |
X |
Y |
Z |
?
 
Oa |
Ob |
Oc |
Od |
Oe |
Of |
Og |
Oh |
Oi |
Oj |
Ok |
Ol |
Om |
On |
Oo |
Op |
Oq |
Or |
Os |
Ot |
Ou |
Ov |
Ow |
Ox |
Oy |
Oz
 
Osa |
Osb |
Osc |
Osd |
Ose |
Osg |
Osh |
Osi |
Osk |
Osl |
Osm |
Osn |
Oso |
Osp |
Osr |
Oss |
Ost |
Osu |
Osv |
Osw |
Osy |
Osz
Die Liste der Biografien führt alle Personen auf, die in der deutschsprachigen Wikipedia einen Artikel haben. Dieses ist eine Teilliste mit 87 Einträgen von Personen, deren Namen mit den Buchstaben „Osa“ beginnt.

## Osa
- Osa, Aitor (* 1973), spanischer Radrennfahrer
- Osa, Liv Bernhoft (* 1957), norwegische Schauspielerin
- Osa, Norverto (1832–1893), kolumbianischer Bankier und Diplomat
- Osa, Unai (* 1975), spanischer Radrennfahrer

### Osab
- Osabuohien, Adesuwa (* 1994), US-amerikanisch-nigerianische Tennisspielerin
- Osabuohien, Ofure (* 1997), nigerianische Tennisspielerin
- Osabutey, Jonah (* 1998), ghanaischer Fußballspieler

### Osad
- Osada, Arata (1887–1961), japanischer Pädagoge
- Osada, Hiroshi (1939–2015), japanischer Poet, Kinderbuch-Autor, Literaturkritiker, Übersetzer und Essayist
- Osada, Michiyasu (* 1978), japanischer Fußballspieler
- Osada, Natalia (* 1990), deutsche Reality-TV-Darstellerin
- Osada, Steve (* 1952), deutscher Shibari-Lehrer und Performer in TokioSteve Osada (* 1952)

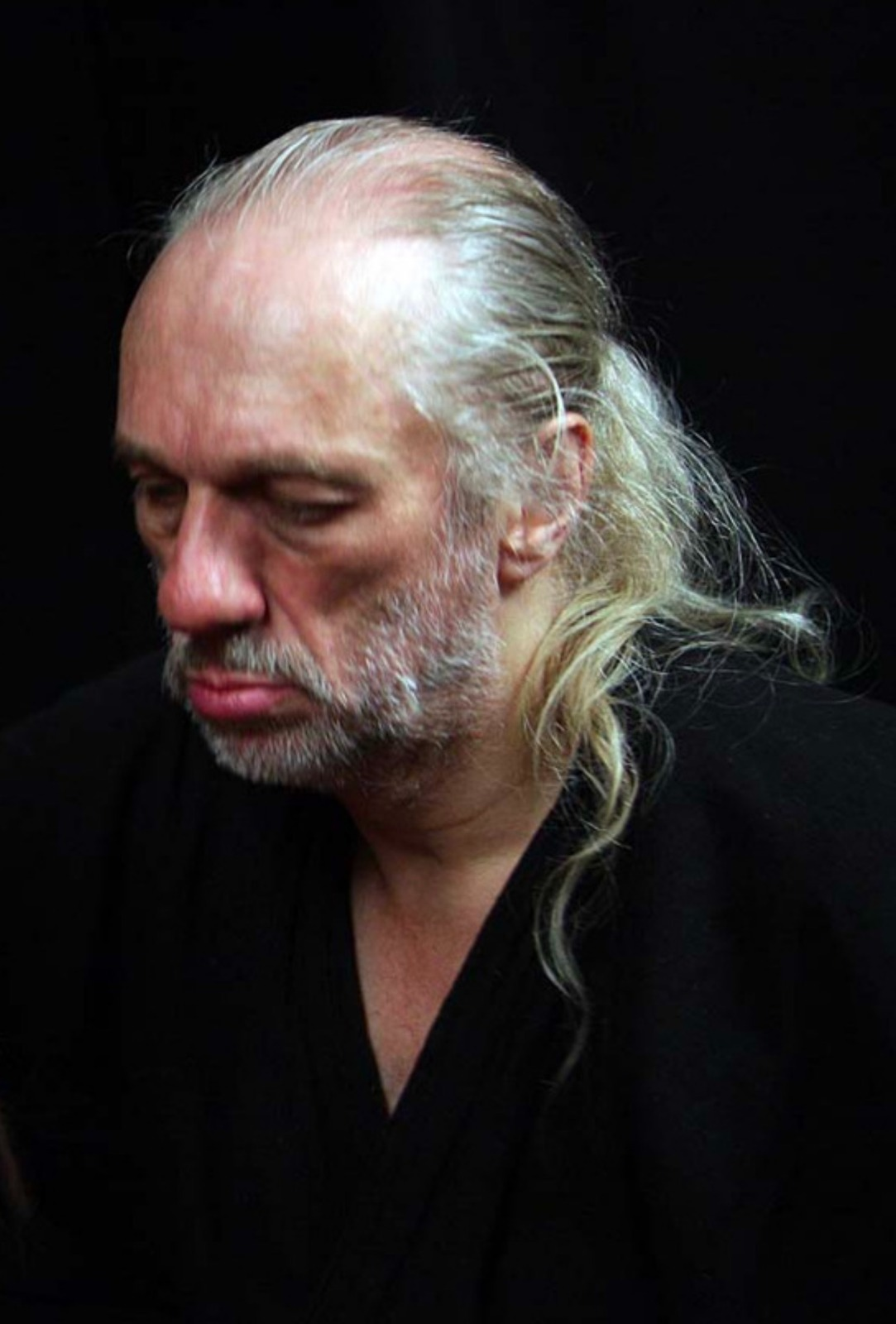
Steve Osada (* 1952)

- Osadchenko, Denis (* 1990), deutsch-ukrainischer Fußballspieler
- Osadchuk, Katarina (* 1991), australische Volleyballspielerin
- Osadczuk, Bohdan (1920–2011), ukrainischer Journalist
- Osadolor, Samuel (* 1992), nigerianischer Leichtathlet

### Osaf
- Osafo-Maafo, Yaw, ghanaischer Minister für Erziehung und Sport
- Osafune, Kana (* 1989), japanische Fußballspielerin

### Osag
- Osaghae, Omo (* 1988), US-amerikanischer Hürdenläufer
- Osagie, Andrew (* 1988), britischer Mittelstreckenläufer
- Osagie, Nafiu (1933–2019), nigerianischer Hochspringer
- Osagiobare, Nora (* 1992), Schweizer Schriftstellerin

### Osak
- Ōsaka, Chihiro (* 1977), japanische Badmintonspielerin
- Ōsaka, Mari (* 1996), japanische Tennisspielerin
- Ōsaka, Naomi (* 1997), japanische TennisspielerinNaomi Ōsaka (* 1997)

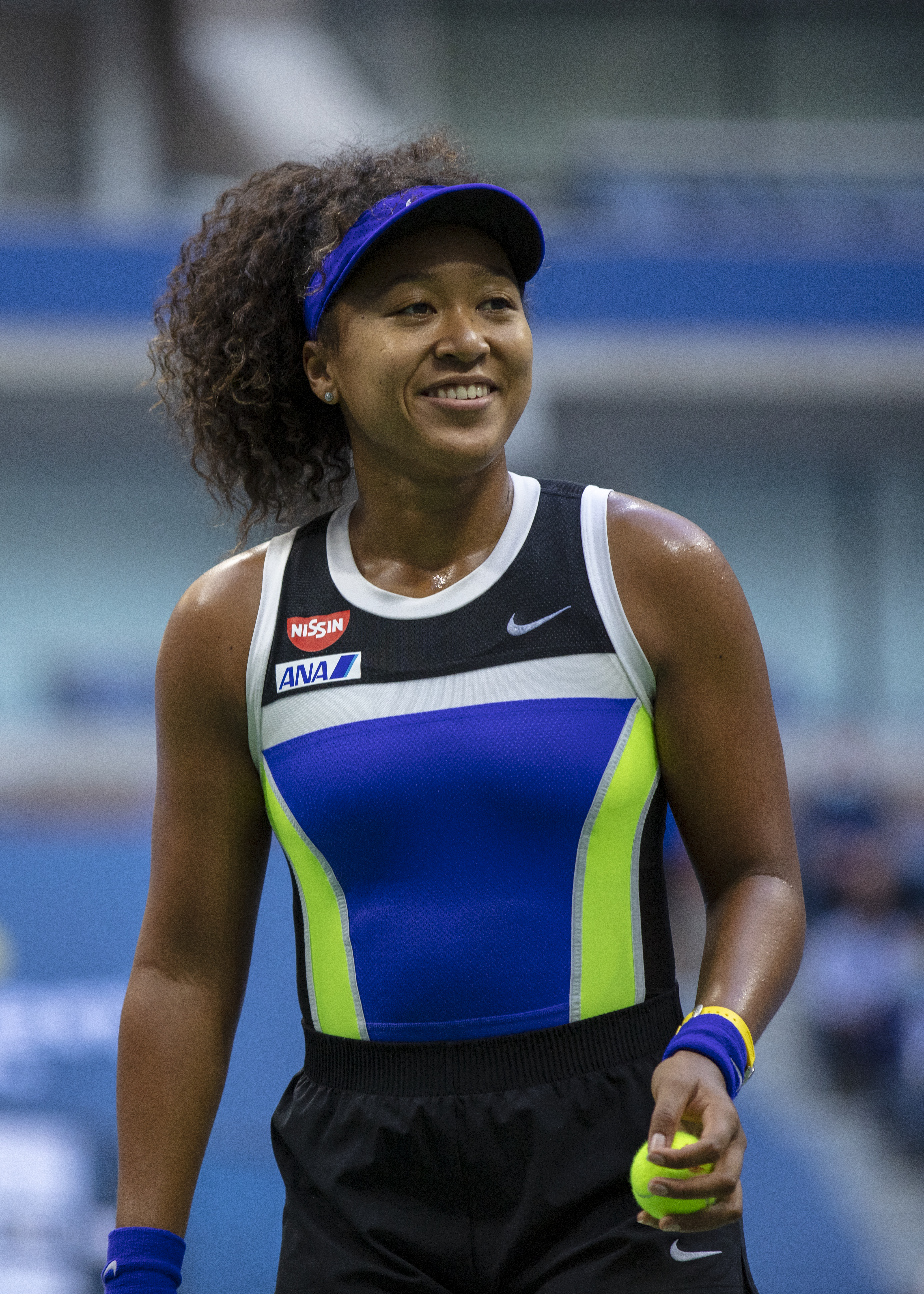
Naomi Ōsaka (* 1997)

- Ōsaka, Seiji (* 1959), japanischer Politiker
- Osakabe, Jin (1906–1978), japanischer Maler im Yōga-Stil
- Osakabe, Sayaka (* 1978), japanische Frauenrechtlerin
- Ōsaki, Jun’ya (* 1991), japanischer Fußballspieler
- Ōsaki, Kōshi (* 1998), japanischer Fußballspieler
- Ōsaki, Leo (* 1991), japanischer Fußballspieler
- Ōsaki, Satoshi (* 1976), japanischer Marathonläufer
- Ōsaki, Shun (* 2000), japanischer Fußballspieler
- Ōsako, Akinobu (* 1960), japanischer Judoka
- Ōsako, Akira (* 1997), japanischer Fußballspieler
- Ōsako, Aoto (* 2003), japanischer Fußballspieler
- Ōsako, Keisuke (* 1999), japanischer Fußballspieler
- Ōsako, Naotoshi (1844–1927), japanischer General
- Ōsako, Nozomi (* 1990), japanischer Fußballspieler
- Ōsako, Rui (* 2004), japanischer Fußballspieler
- Ōsako, Suguru (* 1991), japanischer Langstreckenläufer
- Ōsako, Yūya (* 1990), japanischer Fußballspieler
- Osakue, Daisy (* 1996), italienische Diskuswerferin

### Osal
- Osala, Oskar (* 1987), finnischer Eishockeyspieler

### Osam
- Osama al-Habaly, syrischer Kameramann

### Osan
- Osanai, Kaoru (1881–1928), japanischer Dramatiker, Übersetzer und Theaterleiter
- Osanai, Takaya (* 1993), japanischer Fußballspieler
- Osanai, Yoshihiko (* 1985), japanischer Skispringer
- Osang, Alexander (* 1962), deutscher Journalist und SchriftstellerAlexander Osang (* 1962)

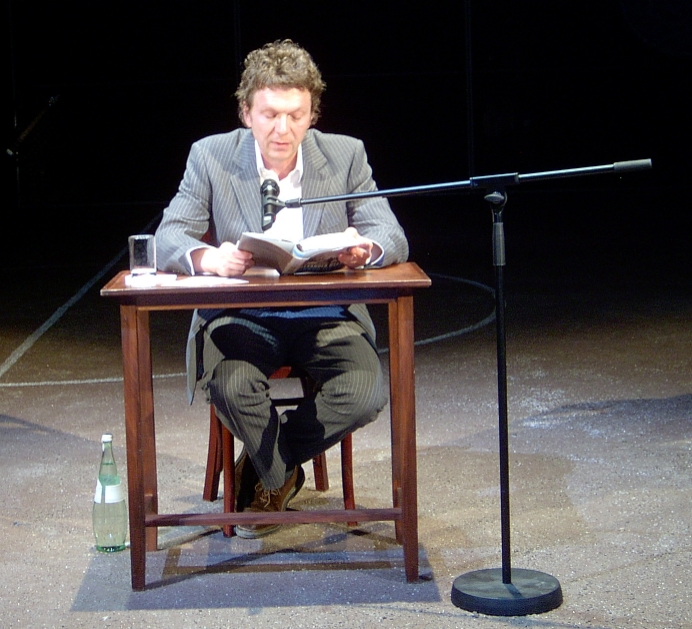
Alexander Osang (* 1962)

- Osang, Thomas (* 1962), deutscher Wirtschaftswissenschaftler
- Osanger, Rudolf (* 1950), österreichischer Geistlicher, Sozialpädagoge und Liedermacher
- Osann, Arthur (1862–1924), deutscher Jurist, Politiker (NLP, DVP), MdR und Landtagsabgeordneter
- Osann, Arthur senior (1829–1908), deutscher Jurist und Politiker (NLP), MdR
- Osann, Bernhard (1862–1940), deutscher Metallurg
- Osann, Carl Alfred (1859–1923), deutscher Mineraloge und Petrologe
- Osann, Emil (1787–1842), deutscher Arzt
- Osann, Friedrich (1838–1909), deutscher Bergrat, Redakteur, Verbandsgeschäftsführer
- Osann, Friedrich Gotthilf (1794–1858), deutscher Klassischer hilologe
- Osann, Gottfried (1797–1866), deutscher Chemiker und Physiker
- Osanna, christliche Heilige
- Osanna von Kotor (1493–1565), montenegrinische katholische Ordensfrau, Selige
- Osanna von Mantua (1449–1505), Selige des Dominikanerordens
- Osanna, Massimo (* 1963), italienischer Klassischer ArchäologeMassimo Osanna (* 1963)

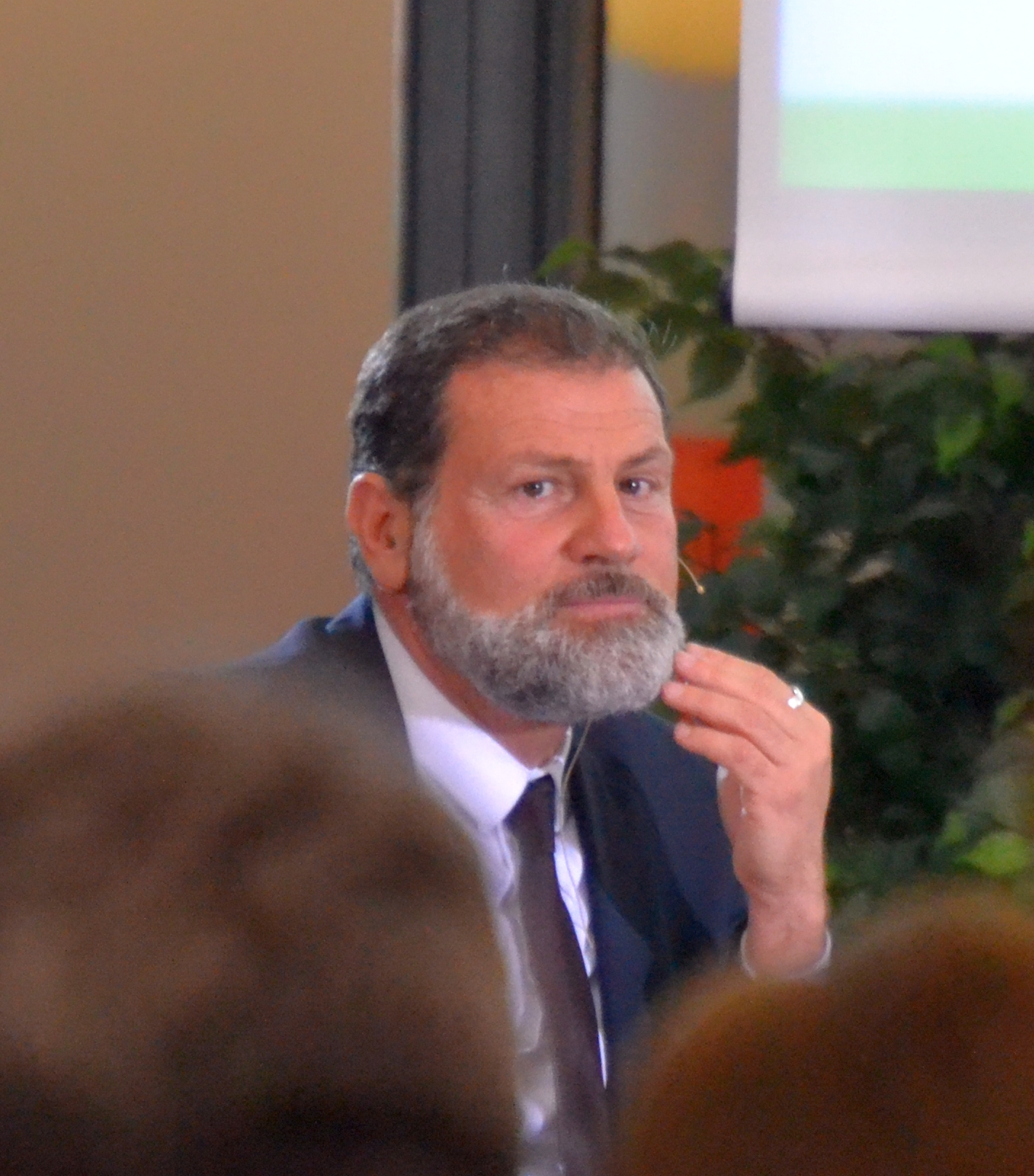
Massimo Osanna (* 1963)

### Osar
- Osaragi, Jirō (1897–1973), japanischer Schriftsteller
- Osarkewytsch, Iwan (1795–1854), ukrainischer Priester, Autor, Kultur- und Bildungsaktivist sowie Theatergründer
- Osarkewytsch, Iwan (1826–1903), ukrainischer Geistlicher und Politiker
- Osarowskaja, Olga Erastowna (1874–1933), russische bzw. sowjetische Folkloristin

### Osaw
- Ōsawa, Arimasa (* 1956), japanischer Autor
- Ōsawa, Eiji (* 1935), japanischer Chemiker, Entdecker des C60-Moleküls
- Ōsawa, Haruka (* 2001), japanische Fußballspielerin
- Ōsawa, Masaaki (* 1946), japanischer Politiker
- Ōsawa, Shin’ichi (* 1967), japanischer DJ, Komponist, Musiker und Produzent
- Ōsawa, Shōsuke (1903–1997), japanischer Maler im Yōga-Stil
- Ōsawa, Takao (* 1968), japanischer Schauspieler
- Ōsawa, Tetsuo (* 1936), japanischer Radrennfahrer
- Ōsawa, Tomoya (* 1984), japanischer Fußballspieler
- Ōsawa, Tomoya (* 2002), japanischer Fußballspieler
- Ōsawa, Tōru (* 1962), japanischer Spieleentwickler
- Ōsawa, Yoshimi (1926–2022), japanischer Judoka und Judotrainer
- Ōsawa, Yūto (* 1993), japanischer Eishockeyspieler
- Osawe, Osayamen (* 1993), englischer Fußballspieler
- Osawe, Winners (* 2006), deutsch-nigerianischer Fußballspieler

### Osay
- Osayantin, Richmond (* 2007), österreichischer Fußballspieler
- Osayi-Samuel, Bright (* 1997), nigerianisch-englischer FußballspielerBright Osayi-Samuel (* 1997)

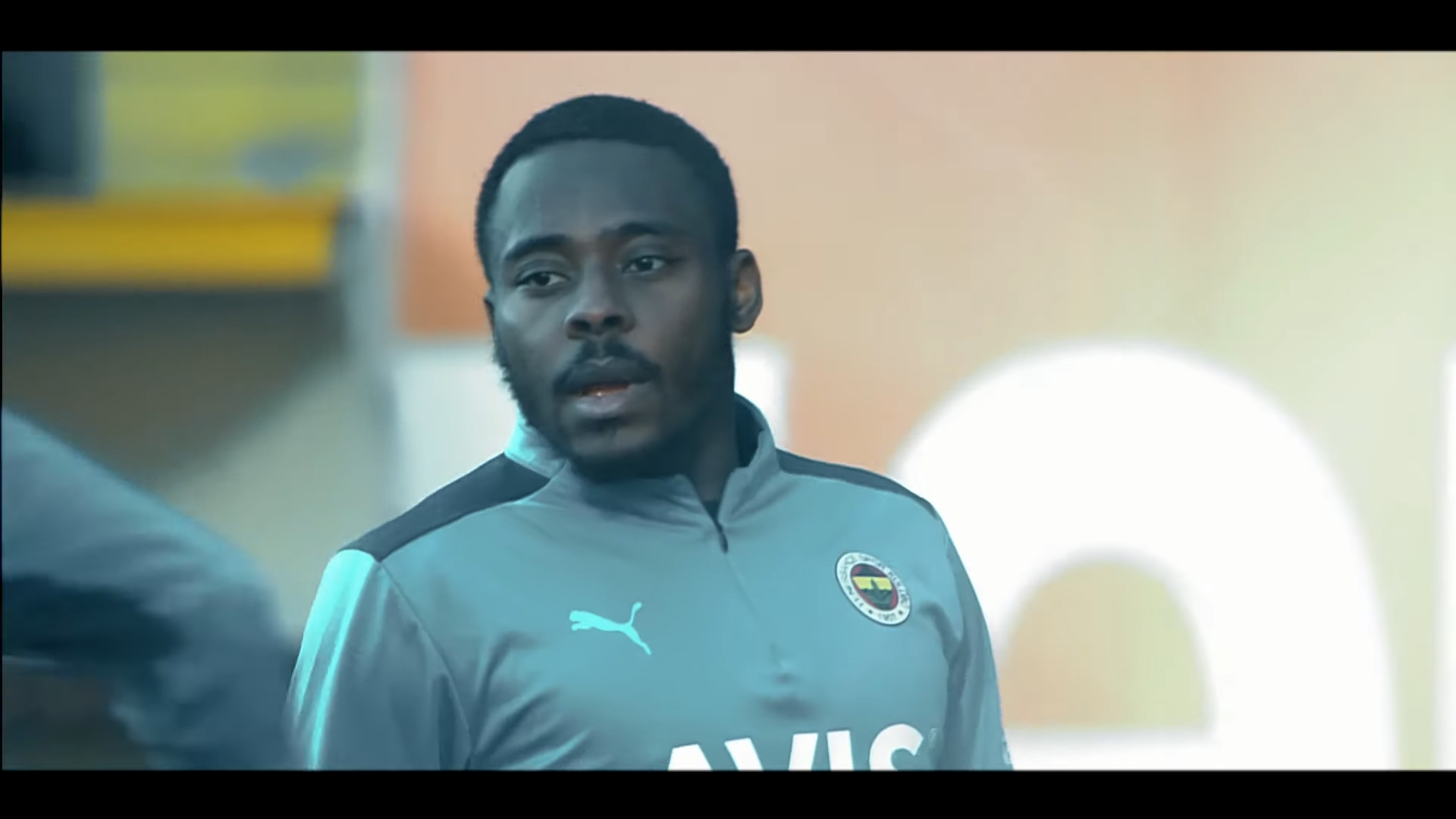
Bright Osayi-Samuel (* 1997)

- Osayomi, Oludamola (* 1986), nigerianische Leichtathletin

### Osaz
- Osazuwa, Agnes (* 1989), nigerianische Sprinterin
- Osazuwa, Uhunoma (* 1987), nigerianisch-US-amerikanische Leichtathletin